# Lofkëndi halomsír
Koordináták: é. sz. 40° 38′ 31″, ny. h. 19° 42′ 36″40.641944°N 19.710000°W
A lofkëndi halomsír (albán tuma e Lofkëndit) egy bronzkori tumulus Délnyugat-Albániában, a Közép-Albán-hegységben (Çermenika), Ballsh városától 6 kilométerre észak–északnyugatra, Visoka falu keleti határában.
A rendszeres ásatások a 2000-es években kezdődtek el a helyszínen amerikai régészek vezetésével, s 2005-ig egy könnycsepp alakú, 20,5 × 10,5 méteres tumulust tártak fel a környezetéből kiemelkedő domb tetején. A mintegy hatvan sírhely jelentős részében csupán egy-két halottat temettek el, s némelyiket kőlappal zárták le, legtöbbjüket azonban földdel fedték el. Az elhunytakat ún. zsugorított helyzetben (azaz oldalukra fektetve, magzati pózban) helyezték örök nyugalomra, s a talaj átvizsgálása során számos, a holtakat a túlvilágra kísérő festett tárgytöredéket (agyagedényeket, terrakottafigurákat, ékszereket stb.) találtak. A leletanyag vizsgálata alapján a halomsírt egy eddig ismeretlen bronzkori, kora vaskori népesség használta évszázadokon keresztül, az i. e. 14–8. században. Az itt eltemetett népesség antropológiai vizsgálata arra mutatott rá, hogy – az északkeleti szekció kivételével – feltűnően alacsony a gyermekek aránya; ennek indoka lehet ugyan demográfiai, vagyis az alacsony gyermekhalálozási ráta, de a régészek azt feltételezik, hogy a gyermekeket egy másik helyen temették el. Az északkeleti sírhelyszekció sajátossága, hogy ebben már valamennyi generáció képviselteti magát az újszülöttektől az idős emberekig, ezen kívül a holttestek kivétel nélkül nyugat–keleti tájolásúak, legfeljebb 20-30 fokos szögeltérésekkel. A feltételezések szerint ennek oka, hogy temetéskor a holttesteket úgy helyezték el, hogy fejük a napkelte irányába mutasson, s ennek pontos iránya az év során folyamatosan módosul.